# Ožanka lesní
Ožanka lesní (Teucrium scorodonia) je druh rostliny z čeledě hluchavkovitých.

## Rozšíření
Ožanka lesní roste v západní, jižní a střední Evropě, nejseverněji je ve Skotsku, na východě ve Slovensku (Kovarská Hórka) a Chorvatsku. V České republice roste ostrůvkovitě, často v místech, kde byla dříve pěstována. Roste ve světlých lesích a jejich okrajích, pastvinách a železničních náspech. V České republice se nejčastěji vyskytuje v karpatském mezofytiku, teplých oblastech Podkrušnohoří, Polabí a Hané. Nejvýše zaznamenaný výskyt Ožanky lesní byl v Moravskoslezských Beskydech.

## Ohrožení
Podle Černého a červeného seznamu cévnatých rostlin České republiky je ožanka lesní řazena mezi druhy silně ohrožené – C2b.